# Montserrat Domínguez
Montserrat Domínguez Montolí (Madrid, 1963) es una periodista española.

## Biografía
Es licenciada en Ciencias de la Información de Periodismo por la Facultad de Ciencias de la Información (Universidad Complutense de Madrid). Posteriormente cursó un máster en Periodismo en la Universidad de Columbia (Nueva York) con una beca Fulbright (1989-1990). Su carrera como periodista se inició en los informativos de Radio España en 1987. Después trabajó en Efe Radio y Canal +. También ha sido columnista del diario catalán La Vanguardia.
En 1991 se incorporó a Telecinco, donde hizo múltiples labores de redacción: realizó reportajes; hizo guardias; fue reportera, presentadora y coordinadora de varios especiales informativos emitidos por la cadena; presentadora suplente durante el periodo estival; presentadora-editora de Las Noticias de las 14:30 de lunes a viernes, con Juan Ramón Lucas, entre enero y septiembre de 1997; presentadora-editora de Las Noticias del fin de semana entre septiembre y diciembre de 1997 y presentadora-editora de la edición de madrugada, Entre hoy y mañana, entre enero de 1998 y diciembre de 2000. Entre enero de 2001 y el 25 de junio de 2004 presentó y dirigió la tertulia matinal La mirada crítica, también en Telecinco. 
En junio de 2004, Domínguez abandonó Telecinco tras trece años en la cadena, siendo sustituida en La mirada crítica por el periodista Vicente Vallés (presentador original de dicho programa) y fichó por Antena 3, para dirigir y presentar un programa homólogo de La mirada crítica, llamado Ruedo ibérico, junto con la dirección de Antena 3 Noticias de la mañana. El programa que se ocupaba de la actualidad social y política, con entrevistas, conexiones en directo y una mesa de tertulia, dejó de emitirse el 7 de diciembre de 2006 coincidiendo con el inicio de la emisión diaria del nuevo Espejo público presentado por Susanna Griso. A partir de ese momento, realizó varios documentales especiales, entre ellos Cambio climático: el impacto en España, que se emitió en horario de máxima audiencia en mayo de 2007.

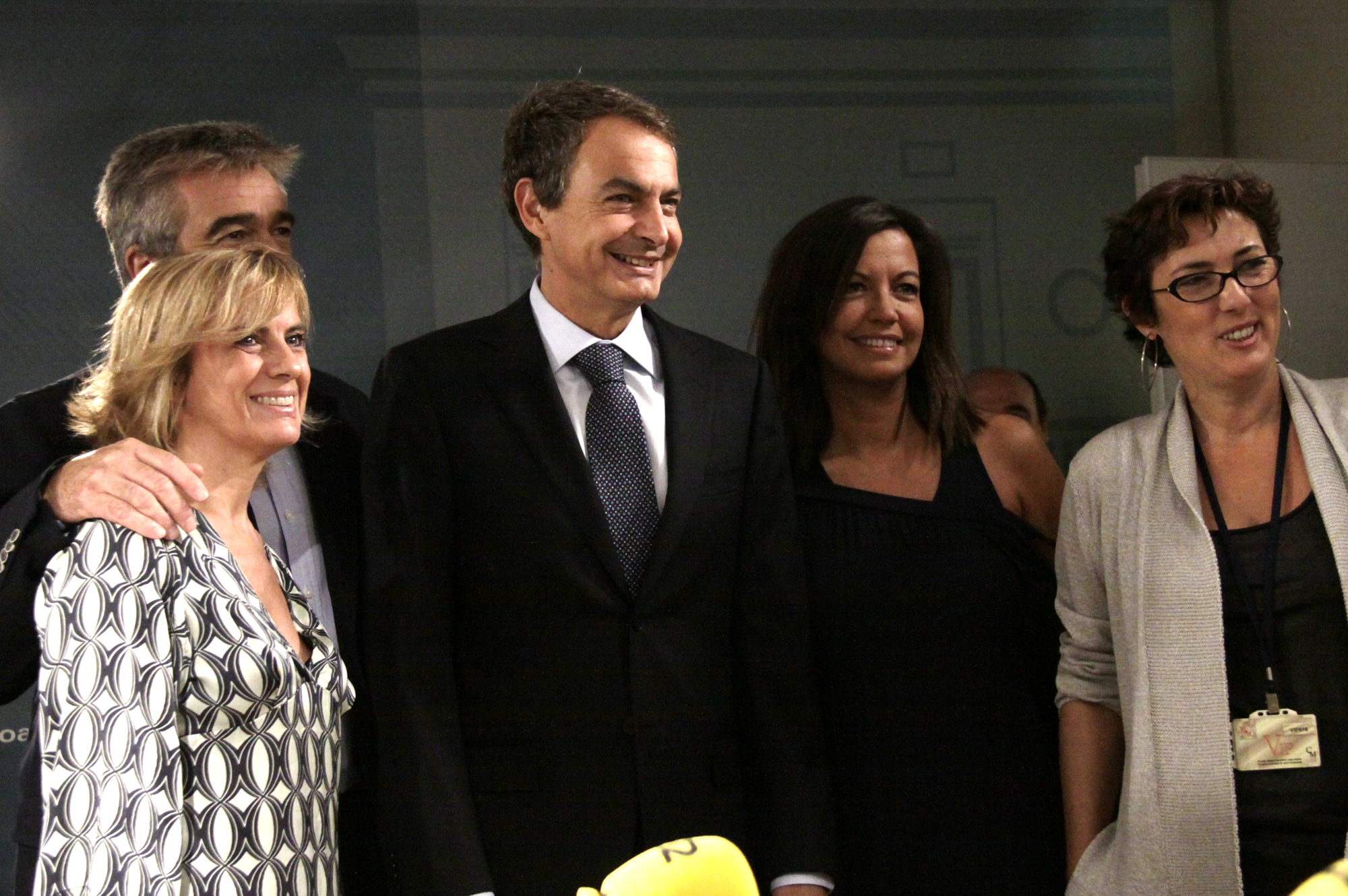
Fotografiada en 2010 junto a Gemma Nierga, Carles Francino, José Luis Rodríguez Zapatero y Àngels Barceló.

En septiembre de 2007 entró a trabajar como colaboradora especial de la Cadena SER, donde realizaba reportajes y análisis de la actualidad en Hoy por hoy, que presentaba y dirigía Carles Francino y en A vivir que son dos días, el programa del fin de semana que presentaba y dirigía Àngels Barceló.
El 15 de noviembre de 2007, Domínguez fue elegida para dirigir A vivir que son dos días desde enero de 2008 en sustitución de Àngels Barceló, que había sido nombrada nueva directora de Hora 25; estuvo al frente de dicho programa hasta que fue nombrada directora del diario digital El HuffPost en mayo de 2012. En los cuatro años que presentó y dirigió A vivir que son dos días, recibió entre otros premios, la Antena de Oro 2009. Desde septiembre de 2012 compagina la dirección de El HuffPost con sus colaboraciones en El programa de Ana Rosa en Telecinco.
En 2017 recibió el premio Carmen Olmedo Checa que concede la Junta de Andalucía, por “su compromiso igualitario a lo largo de toda su trayectoria profesional en diversos medios de comunicación”, como parte de la vigésima edición de los Premios Meridiana.
Entre junio de 2018 y junio de 2021 fue subdirectora de El País, siendo responsable de El País Semanal y de la coordinación de las revistas de fin de semana S Moda, Icon, Buena Vida, Retina e Ideas. Desde junio de 2021 es directora de Contenidos de la Cadena SER.